# Lomaspilis limbata
Lomaspilis limbata är en fjärilsart som beskrevs av Hormuzaki 1899. Lomaspilis limbata ingår i släktet Lomaspilis och familjen mätare. Inga underarter finns listade i Catalogue of Life.